# Maurizio Cumo
Maurizio Cumo (Rimini, 27 marzo 1939 – Roma, 1º gennaio 2024) è stato un ingegnere e dirigente pubblico italiano, esperto in ingegneria nucleare. Fu socio dell'Accademia nazionale delle scienze detta dei XL e presidente della Società italiana per il progresso delle scienze.

## Biografia
Dopo essersi laureato con il massimo dei voti in ingegneria nucleare presso il Politecnico di Milano, all'età di 22 anni si trasferì a Roma presso l'allora Centro studi nucleari della Casaccia (CNEN) al Laboratorio tecnologie reattori. Nel 1967 gli venne conferita la libera docenza di impianti nucleari e nel 1969 divenne direttore del Laboratorio tecnologie reattori.
Venne incaricato del corso di impianti nucleari presso la facoltà di ingegneria dell'università "La Sapienza" di Roma. Divenne professore ordinario di impianti nucleari dalla costituzione di tale cattedra, che egli stesso contribuì a creare nel 1976. Fu il primo presidente della SOGIN all'atto della sua creazione, carica che tenne dal 2001 al 2003, in seguito rinominato per un secondo mandato, sempre in qualità di presidente nel 2007, con conclusione dello stesso nel 2009.
Costituì nel 1983 l'istituto di impianti nucleari, presso la facoltà di ingegneria della Sapienza, e lo fondò fino al 1986. Dal 1997 fu coordinatore anche del dottorato di ricerca in energetica.
Fu membro del comitato scientifico del Programma Finalizzato Energetica del CNR fin dalla sua fondazione, nonché presidente dell'Associazione nazionale di ingegneria nucleare (ANDIN), e della commissione energia nucleare dell'UNI, ente normativo italiano di cui divenne vicepresidente nel 1990. Fece parte del comitato direttivo dell'"International Solar Energy Society" (ISES) e fu membro del comitato esecutivo dell'"International Centre for Heat and Mass Transfer" (ICHMT) di Ankara e ne fu presidente per il quadriennio 2002-2006. Fu uno dei soci fondatori dell'Unione Italiana di Termofluidodinamica (UIT). 
Fece parte della commissione grandi rischi della presidenza del Consiglio dei ministri, presso la Protezione Civile, e fu membro della sezione “Rischio industriale, nucleare e chimico”. Dal 1992 fu membro dell'Accademia nazionale delle scienze, detta dei XL e dell'Accademia europea delle scienze e delle arti, dove sedeva nel senato, in rappresentanza dell'Italia.
Nel 1994 fu insignito della medaglia Luikov da parte dell'International Center for Heat and Mass Transfer per i suoi straordinari contributi alla scienza e all'arte del trasferimento di calore e massa e per il suo impegno nella cooperazione scientifica internazionale.
Nel 2002 fu eletto presidente della Società Italiana per il Progresso delle Scienze.
Nel giugno del 2008 divenne presidente della European Atomic Energy Society (EAES), associazione nucleare europea riunente organizzazioni del continente dedicate alla ricerca e all'innovazione tecnologica nel campo dell'energia nucleare.
Il 5 novembre 2010 divenne membro del consiglio direttivo dell'Agenzia per la sicurezza nucleare italiana e nel maggio del 2011 fu nominato dal Ministero dello Sviluppo Economico come proprio nuovo rappresentante nel Consiglio Direttivo dell'Istituto Nazionale di Fisica Nucleare.
Morì a Roma il 1º gennaio 2024 all'età di 84 anni.

## Pubblicazioni più significative
- Aspetti fondamentali dell'ebollizione (Edizioni CNEN, 1968)
- Note di Scambio Termico (Edizioni CNEN, 1968)
- Elementi di Termotecnica del Reattore (Edizioni CNEN, 1969)
- Termotecnica Sperimentale - (Edizioni ENEA, 1982)
- Impianti Nucleari (Edizioni UTET, 1976 e 1986)
- Thermal Hydraulics (Edizioni CRC, Boca Raton, Florida, 1988)
- Safety design criteria for industrial plants, Voll. I-II (CRC Press Inc. 1989)
- Thermal hydraulic design of components for steam generation plants (CRC Press Inc. 1990)
- Ingegneria dei Reattori Nucleari a Fusione (Edizioni ENEA, 1991, coautore Marco Caira)
- Nuclear Power Plant, volume del CATTID dell'Università La Sapienza per l'UNESCO, 1995, anche in versione CD ROM (distant learning package).
- Nuclear Plants Decommissioning - Università di Roma "La Sapienza" - Scuola di Specializzazione in Sicurezza e *Protezione - 2002 – ISBN 88-900812-0-1